# Drvotova stezka
Drvotova stezka (původně Drvotova naučná stezka) vede okolím středního toku potoka Kačák v okrese Kladno, podél chráněných území Záplavy a Kalspot. Byla otevřena v roce 1982 a rekonstruována v letech 1996 a 2000, při první rekonstrukci došlo u Doks ke spojení s částí již neobnovené bývalé Hutnické stezky, kterou připomínají torza starších cedulí na stromech. Část trasy je společná s NS Mrákavy. Na dvanáctikilometrové trase má dvanáct zastávek a je značena klasickým zelenobílým značením. Seznamuje nejen s přírodními zajímavostmi (rákosiny, mokřad), ale i bývalou těžbou černého uhlí a lámáním pískovce „žehrováku“ a s historií druhé nejstarší koněspřežky z Prahy – Busky do Lán, resp. hájovny Píně. Vede rovinatým terénem většinou po lesních cestách a pěšinách a je dobře schůdná. Naučný okruh začíná a končí v obci Srby, kde je možno parkovat.

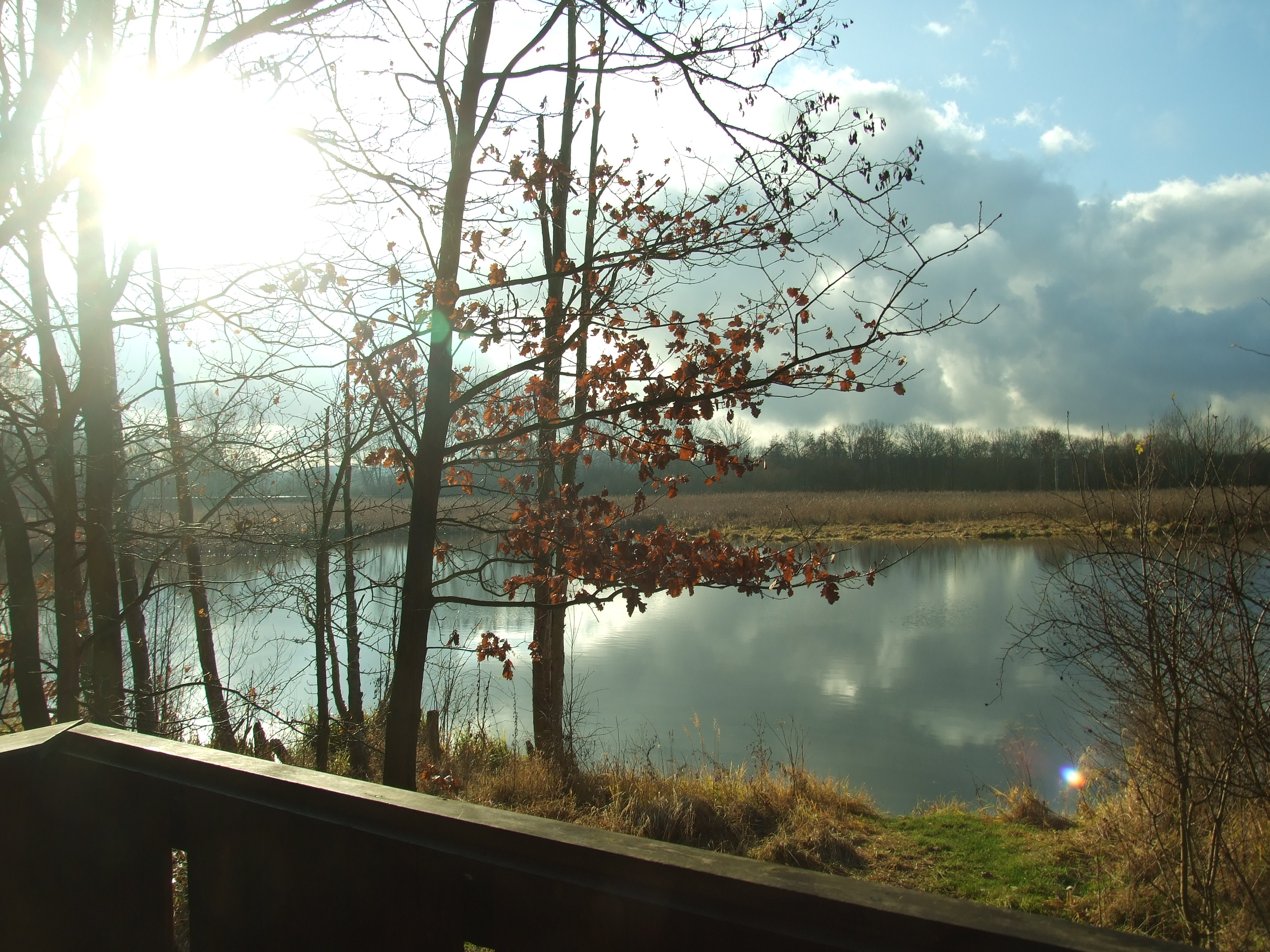
Zastavení číslo 5, Záplavy, přírodní památka

Veřejnou dopravou je stezka dostupná vlakem z Prahy do stanice Kamenné Žehrovice nebo autobusem z Kladna přímo do Srb.
Je pojmenována po jednom ze svých zakladatelů, ornitologovi a ochránci přírody Václavu Drvotovi (1955–1982), který při její stavbě tragicky zahynul a jejího otevření se nedožil.

## Popis a vedení trasy
Naučný okruh začíná i končí v Srbech, dnes části obce Tuchlovice. Ačkoliv vede nedaleko průmyslového, dříve hornického města Kladna, provází zajímavými přírodními lokalitami Kladenska.
Vodní nádrž Velké záplavy vznikla v propadlině vzniklé poddolováním terénu a rozšířením původního Turyňského rybníka mezi obcemi Srby a Kamennými Žehrovicemi, který byl založen již v 14. století jako Královský rybník. V 19. století byl vysušen, po povodních v roce 1948 byl obnoven a roku 1956 napuštěn. V roce 1985 bylo zde vyhlášeno chráněné území a v roce 1992 přírodní rezervace. Svojí rozlohou 236 ha je největší vodní plochou na Kladensku. Dnes je přírodní rezervace významným hnízdištěm vodního a bažinného ptactva (lyska černá, slípka zelenonohá, potápka malá aj.). Na migračních cestách vodního ptactva má strategickou polohu. Žije zde několik druhů kachen, bahňáků nebo volavky popelavé. Je zde bohatý výskyt rostlin (rákos, zblochan vodní, ostřice, kosatec žlutý, vachta trojlistá aj.) a živočichů. Je významným útočištěm obojživelníků, jako je skokan skřehotavý, kuňka obecná, skokan hnědý nebo ropucha obecná.
Další zastavení nás informuje o dolu Wannieck ležícím na katastru dnešní obce Kamenné Žehrovice, v němž se uhlí těžilo v letech 1930–1982.
Na trase je mělký zarostlý rybník Kalspot s mokřadními loukami s bohatým výskytem rostlin (rákos, zblochan vodní, ostřice, kosatec žlutý, vachta trojlistá aj.) a živočichů a hnízdištěm vodních ptáků.
Trasa prochází nedaleko kolem bývalých lomů na kvalitní pískovec zvaný „žehrovák“ (podle názvu obce Kamenné Žehrovice), použitý např. do základů Národního divadla, Národního muzea nebo koněspřežné dráhy Praha–Lány.
Dále trasa vede kolem zaniklé vsi Německá Lhota, založené pravděpodobně ve 14. století německými kolonisty a zaniklé za třicetileté války. Zachovaly se valy, zříceniny domů a lesní studánka.
Na jednom ze zastavení je umístěn kámen na paměť tragicky zesnulého ornitologa a kladenského ochránce přírody Václava Drvoty.
Územím naučné stezky procházela v první polovině 19. století Pražsko-lánská koněspřežná dráha z Prahy-Dejvic (dříve Brusky) do Lán, druhá nejstarší koněspřežka v Evropě určená především pro dovoz dřeva z křivoklátských lesů. Na tento technický unikát upozorňuje poslední zastavení.

## Zastavení a náplň informačních tabulí
1. Drvotova stezka (stručná náplň stezky a její historie, Václav Drvota)
2. Rákosiny Velkých Záplav (vodní a mokřadní společenstva, volavka popelavá)
3. Ochrana obojživelníků (jejich význam, žabí koloběh života)
4. Důl Wannieck (historie a výstavba, kladenské haldy a jejich fauna a flóra)
5. Turyňský rybník (historie, druhy ryb v rybníce)
6. Kalspot (vznik mokřadu, vyhlášení chráněného území a důvod ochrany)
7. Borovice na pískovci (les jako ekosystém, druhová skladba)
8. Pískovcové lomy (pískovec a práce v lomu, historie těžby, použití žehrováku, fotografie pamětního kamene Václava Drvoty v Srbech)
9. Mrákavy (původ názvu lesovny, fauna a flóra v polesí Mrákavy)
10. Leknínové jezírko (původ názvu lesovny, fauna a flóra v polesí Mrákavy)
11. Německá Lhota (historie a zánik obce, pozůstatky, vysvětlení historických pojmů)
12. Koněspřežná dráha (historie Pražsko-lánské koněspřežní dráhy, technické zajímavosti, vedení trati a pozůstatky v krajině dnes, mapa naučné stezky)